# Strandfaraskip Landsins
Strandfaraskip Landsins er det offentlige transportselskab på Færøerne med hovedkvarter i Tvøroyri på Suðuroy, hvor færgen Smyril sejler fra færgehavnen Krambatangi til Tórshavn. 
Transportselskabets aktiviteter er inddelt i afdelingerne «Oyggjaleiðir» og «Bygdaleiðir», som trafikeres med henholdsvis færger og busser. Tidligere havde selskabet helikoptertrafikken, men denne er overtaget af Atlantic Airways. I løbet af de sidste år er flere undersøiske tunneler blevet åbnet, og det har ført til at flere af færgeforbindelserne blev nedlagt. 
Strandfaraskip Landsins har syv færger som besejler færgeruterne:
- M/F Smyril - Suðuroy-Tórshavn
- M/F Teistin -  Streymoy–Sandoy-Hestur
- M/F Ternan - Tórshavn–Nólsoy
- M/F Sam - Klaksvík– Kalsoy
- M/S Ritan - Viðoy–Svínoy–Fugloy
- M/S Sildberin - Sandoy–Skúvoy
- M/B Súlan - Sørvágur-Mykines

Færgen Dúgvan, der sejlede mellem Leirvík og Klaksvík blev solgt efter at Nordøtunnelen mellem Eysturoy og Borðoy åbnede. M/S Ritan begyndte at sejle til Fugloy og Svínoy om sommeren i 2010, før det sejlede Ritan mellem Tórshavn og Nólsoy fra 1971 til 2010. Postbåden Másin, som sejlede mellem Viðoy, Svínoy og Fugloy er blevet solgt.

## Buslinjer
- linje 100: Tórshavn – Kollafjørður – Kvívík – Vestmanna
- linje 101: Tórshavn – Gamlarætt
- linje 200: Oyrarbakki – Eiði
- linje 201: Oyrarbakki – Funningsfjørður – Funningur – Gjógv
- linje 202: Oyrarbakki – Tjørnuvík
- linje 300: Tórshavn – Kollafjørður – Sandavágur – Miðvágur – Vágar Lufthavn – Sørvágur – Bøur
- linje 400: Tórshavn – Kollafjørður – Oyrarbakki – Skálabotnur – Søldarfjørður – Gøtudalur – Leirvík – Klaksvík
- linje 410: Klaksvík – Leirvík – Gøtudalur – Kambsdalur – Fuglafjørður
- linje 440: Skálabotnur – Søldarfjørður – Runavík – Toftir
- linje 442: Runavík – Rituvík – Æðuvík
- linje 480: Skálabotnur – Skáli – Strendur
- linje 481: Skálabotnur – Oyndarfjørður
- linje 482: Strendur – Selatrað
- linje 500: Klaksvík – Árnafjørður – Hvannasund – Viðareiði
- linje 504: Klaksvík – Haraldssund – Kunoy
- linje 506: Syðradalur – Húsar – Mikladalur – Trøllanes
- linje 600: Skopun – Sandur – Skálavík
- linje 601: Sandur – Húsavík – Dalur
- linje 700: Tvøroyri – Øravík – Hov – Porkeri – Vágur – Lopra – Sumba
- linje 701: Sandvík – Hvalba – Tvøroyri – Øravík – Fámjin